# Marmoyo
Marmoyo is een bestuurslaag in het regentschap Jombang van de provincie Oost-Java, Indonesië. Marmoyo telt 1001 inwoners (volkstelling 2010).